# American Psycho 2
American Psycho 2 (também conhecido como American Psycho II: All American Girl) é um filme norte-americano dos gêneros terror e suspense, dirigido por Morgan J. Freeman e lançado em 2002.

## Recepção
No agregador de críticas Rotten Tomatoes, na pontuação onde a equipe do site categoriza as opiniões da grande mídia e da mídia independente apenas como positivas ou negativas, tem um índice de aprovação de 0% calculado com base em 8 comentários dos críticos. Por comparação, com as mesmas opiniões sendo calculadas usando uma média aritmética ponderada, a nota alcançada é 2,7/10.
Em sua crítica na BBC, Almar Haflidason avaliou com 2/5 de sua nota dizendo que o "filme oscila entre a comédia bizarra e o horror pálido".